# Лизгач
Лизга́ч (рос. Лызгач) — присілок у складі Юр'янського району Кіровської області, Росія. Входить до складу Верховинського сільського поселення.
Населення становить 8 осіб (2010, 6 у 2002).
Національний склад станом на 2002 рік — росіяни 100 %.